# Duplum
Duplum (lat.) bezeichnet in der Notre-Dame-Schule und der Ars antiqua eine (meist höhere) Gegenstimme zum Tenor. Analog wird eine dritte oder vierte hinzutretende Stimme als Triplum bzw. Quadruplum bezeichnet. Das mit einem zum Tenor unterschiedlichen Text versehene Duplum wird Motetus genannt.